# Rubaljeet Singh
Rubaljeet Rangi Singh (ur. 6 marca 1995) – indyjski zapaśnik walczący w stylu wolnym. Złoty medalista mistrzostw Wspólnoty Narodów w 2017 i srebrny w 2016. Ósmy w Pucharze Świata w 2017. Trzeci na mistrzostwach Azji juniorów w 2015 roku.